# Chevry-Cossigny
Chevry-Cossigny is een gemeente in het Franse departement Seine-et-Marne (regio Île-de-France) en telt 3525 inwoners (2004). De plaats maakt deel uit van het arrondissement Melun.

## Geografie
De oppervlakte van Chevry-Cossigny bedraagt 16,7 km², de bevolkingsdichtheid is 211,1 inwoners per km².
De onderstaande kaart toont de ligging van Chevry-Cossigny met de belangrijkste infrastructuur en aangrenzende gemeenten.

## Demografie
Onderstaande figuur toont het verloop van het inwonertal (bron: INSEE-tellingen).